# Titularbistum Turres Ammeniae
Turres Ammeniae (italienisch : Torri di Ammenia) ist ein Titularbistum der römisch-katholischen Kirche.
Die in Nordafrika gelegene Stadt war ein alter römischer Bischofssitz, der im 7. Jahrhundert mit der islamischen Expansion unterging. Er lag in der römischen Provinz Numidien.
| Titularbischöfe von Turres Ammeniae |                                  |                                                                                         |                   |                   |
| Nr.                                 | Name                             | Amt                                                                                     | von               | bis               |
| 1                                   | Próspero Penados del Barrio      | Weihbischof in San Marcos (Guatemala)                                                   | 28. Juli 1966     | 7. Dezember 1971  |
| 2                                   | François-Marie-Christian Favreau | 1972–1977 Weihbischof in Bayonne 1977–1979 Koadjutorbischof in La Rochelle (Frankreich) | 24. November 1972 | 1979              |
| 3                                   | Fernando José Penteado           | Weihbischof in São Paulo (Brasilien)                                                    | 2. April 1979     | 5. Juli 2000      |
| 4                                   | José Francisco Rezende Dias      | Weihbischof in Pouso Alegre (Brasilien)                                                 | 28. März 2001     | 30. März 2005     |
| 5                                   | Ricardo Ernesto Centellas Guzmán | Weihbischof in Potosí (Bolivien)                                                        | 30. Juni 2005     | 25. November 2009 |
| 6                                   | Lucio Lemmo                      | Weihbischof in Neapel (Italien)                                                         | 9. Januar 2010    |                   |